# مذبحة سولهان وتاداريات
مذبحة سولهان وتاداريات هي مذبحة وقعت في 4 و5 يونيو في قريتي سولهان وتادريات في مقاطعة ياغا في بوركينا فاسو. خلفت الهجمات 152 قتيلا على الأقل.

## الهجمات
في مساء يوم 4 يونيو 2021 قُتل 13 مدنياً وجندياً في هجوم على قرية تاداريات الواقعة على بعد 150 كلم شمال سولهان. كما داهم المهاجمون الدراجات النارية والماشية التابعة للمجتمع المحلي.
بعد ساعات في الصباح الباكر من يوم 5 يونيو 2021، هاجم المتمردون قرية سولهان في بوركينا فاسو، مما أسفر عن مقتل 138 مدنياً على الأقل، بينهم سبعة أطفال وإصابة 40 آخرين. حوالي الساعة 2 صباحًا، استهدف المهاجمون الذين ركبوا حوالي 20 دراجة نارية في البداية متطوعون للدفاع عن الوطن، وهي قوة دفاع مدنية مناهضة للجهاديين قبل أن يحرقوا المنازل والسوق. كما تم الهجوم على منجم قريب، حيث كانت سولهان مركزًا لتعدين الذهب. غادر المهاجمون قرابة الفجر، قبل حوالي ثلاث ساعات من وصول قوات استجابة الشرطة إلى القرية.
يُعتقد أن الهجمات كانت الأكثر دموية في بوركينا فاسو منذ خمس سنوات. فر العديد من الناجين إلى سببا عاصمة مقاطعة ياغا، على بعد حوالي 15 كيلومترًا (9.3 ميل) من سولهان.

## الاستجابة
ألقت حكومة بوركينا فاسو مسؤولية الهجوم على الإرهابيين. لكن لم تعلن أي جماعة مسؤوليتها عن المجزرة حتى الآن. وأصدر رئيس بوركينا فاسو روش مارك كريستيان كابوري بيان تعازيه للهجوم جاء فيه: «أنحني لذكرى مئات المدنيين الذين قتلوا في هذا الهجوم الهمجي وأقدم تعازيّ لعائلات الضحايا».
أعلنت الحكومة فترة حداد وطني لمدة 72 ساعة.
صرح أنطونيو غوتيريش الأمين العام للأمم المتحدة الذي لديه الآلاف من قوات حفظ السلام في البلاد أنه «غاضب» من الهجمات.